# Krilovka (Pervomàiske)
|  | Per a altres significats, vegeu «Krilovka». |

Krilovka (en (ucraïnès): Криловка) és un poble de la República Autònoma de Crimea a Ucraïna, que el 2014 tenia 171 habitants. Pertany al districte rural de Pervomàiske.